# Vesele (Dibrova), Sînelnîkove
Vesele (în ucraineană Веселе) este un sat în comuna Dibrova din raionul Sînelnîkove, regiunea Dnipropetrovsk, Ucraina.

## Demografie
Componența lingvistică a localității Vesele
     Ucraineană (93,75%)
     Rusă (6,25%)
Conform recensământului din 2001, majoritatea populației localității Vesele era vorbitoare de ucraineană (93,75%), existând în minoritate și vorbitori de rusă (6,25%).